# 연흥 (서연)
연흥(燕興)은 중국 서연(西燕) 제북왕(齊北王) 모용홍(慕容泓)의 연호이다. 384년 4월에서 12월까지 9개월 동안 사용하였다. 384년 4월, 전진(前秦)으로부터 자립한 모용홍은 도독섬서제군사·대장군·옹주목·제북왕(都督陝西諸軍事大将軍雍州牧濟北王)을 자칭하면서 개원하였다. 6월에 모용홍이 살해되고 모용충(慕容沖)이 즉위하여 남은 6개월 동안 이어서 사용하였다.
같은 시기에 사용된 다른 연호로는 동진(東晉)에서 사용한 태원(太元 : 376년 ~ 396년), 전진(前秦)에서 사용한 건원(建元 : 365년 ~ 385년), 후연(後燕)에서 사용한 연원(燕元 : 384년 ~ 386년), 후진(後秦)에서 사용한 백작(白雀 : 384년 ~ 386년)이 있다.

## 연대대조표
| 연흥                | 원년            |
| 서력                | 384년           |
| 육십간지 (六十干支) | 갑신(甲申)      |
| 동진 (東晉)         | 태원(太元) 9년  |
| 전진 (前秦)         | 건원(建元) 20년 |
| 후연 (後秦)         | 연원(燕元) 원년 |
| 후진 (後秦)         | 백작(白雀) 원년 |

## 같이 보기
- 중국의 연호

| 이전 연호 - | 중국의 연호 서연(西燕) | 다음 연호 경시(更始) |